# Retrato - Ao Vivo no Estúdio
Retrato - Ao Vivo No Estúdio é o terceiro álbum ao vivo da dupla sertaneja César Menotti & Fabiano, lançado em 21 de abril de 2010 pela Universal Music. O álbum foi gravado ao vivo em um estúdio em Belo Horizonte, com uma plateia de 40 pessoas. Foi indicado ao Grammy Latino na categoria "Melhor Álbum de Música Sertaneja".

## Sobre o álbum
O álbum possui 16 faixas, entre elas "Labirinto", que esteve entre as mais tocadas do país em 2010 e foi incluída na trilha sonora da telenovela Araguaia, da Rede Globo, "Retrato", faixa-título do álbum, há também regravações: "Esperando Aviões", do cantor mineiro Vander Lee, e "Jesus Cristo", de Roberto Carlos. Há a participação do sanfoneiro Dominguinhos, na faixa "Kid Lampião", e "Isso é Amor", composição de Victor Chaves, da dupla Victor & Léo.

## Lista de Faixas
| N.º            | Título                             | Compositor(es)                       | Duração |  |
| 1.             | "O Vento"                          | Anderson Guerra André Tavares        | 3:06    |  |
| 2.             | "Retrato"                          | Louro Santos Marcibrom               | 3:33    |  |
| 3.             | "Labirinto"                        | Marco Aurélio                        | 3:36    |  |
| 4.             | "Imploro"                          | Júnior Guto Léo                      | 2:45    |  |
| 5.             | "Fofoca"                           | César Menotti Fábio Viana            | 2:30    |  |
| 6.             | "É Ruim que Dói"                   | Chrystian Lima Elivandro Cuca        | 2:43    |  |
| 7.             | "Procurando um Grande Amor"        | Zé Maia                              | 3:23    |  |
| 8.             | "Volta pra Curtição"               | Euler Coelho                         | 3:02    |  |
| 9.             | "Esperando Aviões"                 | Vander Lee                           | 3:05    |  |
| 10.            | "Isso é Amor"                      | Victor Chaves                        | 2:23    |  |
| 11.            | "Deixa o Sol Entrar"               | A. Guerra                            | 2:51    |  |
| 12.            | "Imigrante"                        | C. Menotti                           | 2:44    |  |
| 13.            | "222-0210"                         | Durval Davi                          | 2:41    |  |
| 14.            | "Kid Lampião" (part. Dominguinhos) | Guilherme Freitas                    | 2:43    |  |
| 15.            | "Admita"                           | Everton Matos Rivanil Diego Ferreira | 2:54    |  |
| 16.            | "Jesus Cristo"                     | Erasmo Carlos Roberto Carlos         | 2:29    |  |
| Duração total: | Duração total:                     | Duração total:                       | 46:28   |  |

## Certificações
| Brasil (PMB)                              | Ouro | 2010 | 40.000* |
| *número de vendas baseado na certificação |      |      |         |